# Belenois aurota
Espèce
Statut de conservation UICN

 LC  : Préoccupation mineure
Belenois aurota est une espèce de lépidoptères de la famille des Pieridae, de la sous-famille des Pierinae et du genre Belenois.

## Systématique
L'espèce a été décrite par l'entomologiste danois Johan Christian Fabricius en 1793, initialement classée dans le genre Papilio sous le protonyme Papilio aurota Fabricius, 1793.
Le nom valide complet (avec auteur) de ce taxon est Belenois aurota (Fabricius, 1793). 
Belenois aurota a pour synonymes :
- Anaphaeis aurotota (Fabricius, 1793)
- Papilio aurota Fabricius, 1793

### Liste des sous-espèces[réf.nécessaire]
- Belenois aurota aurota en Inde, Afrique tropicale et à Madagascar.
- Belenois aurota augusta (Olivier, 1801).
- Belenois aurota tabrobana Moore à Ceylan.

## Répartition
Il est présent en Inde, au Pakistan, en Afghanistan, en Arabie et dans toute l'Afrique sauf au Sahara et en Afrique du Nord.

## Biologie
Les larves vivent sur les plantes de la famille des Capparaceae en particulier des genres Boscia, Maerua et Capparis.

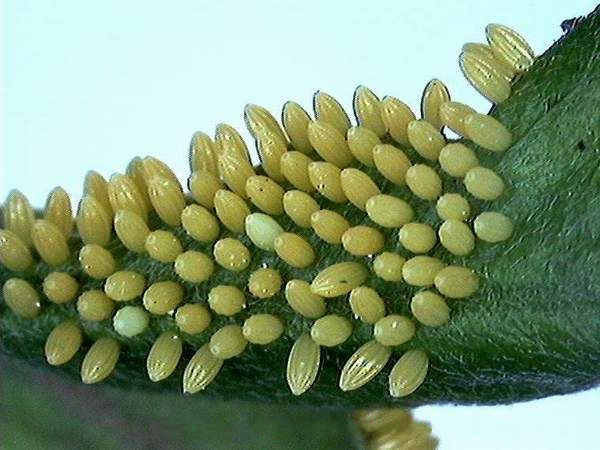
Œufs
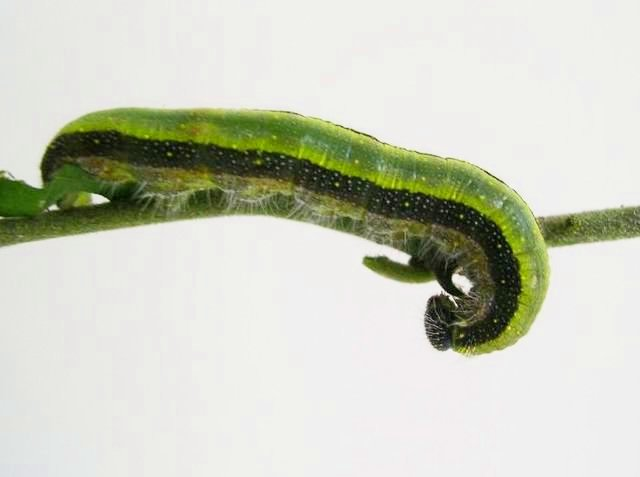
Chenille
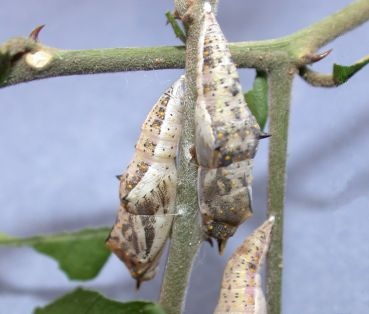
Chrysalide
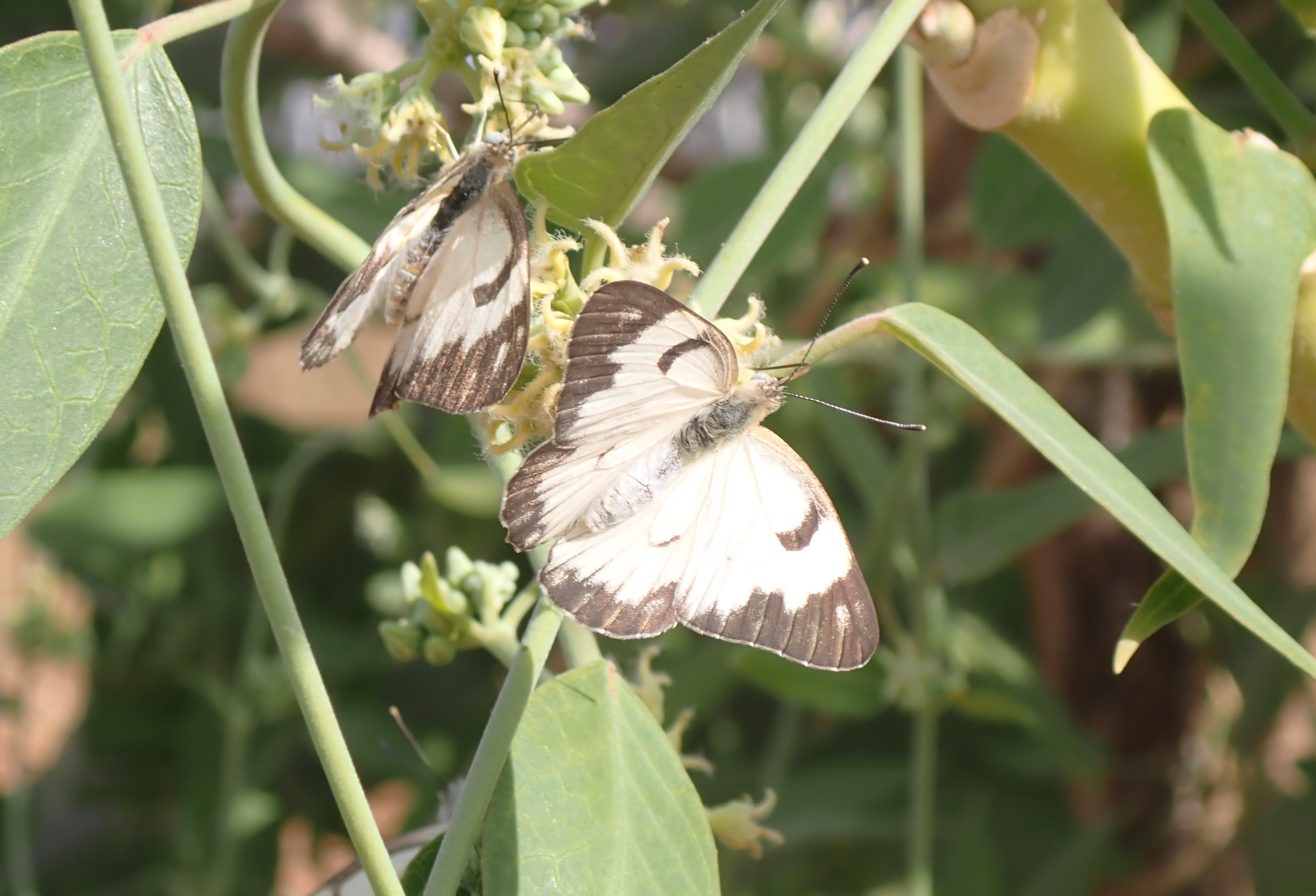
Adultes pendant la saison sèche au Sénégal.
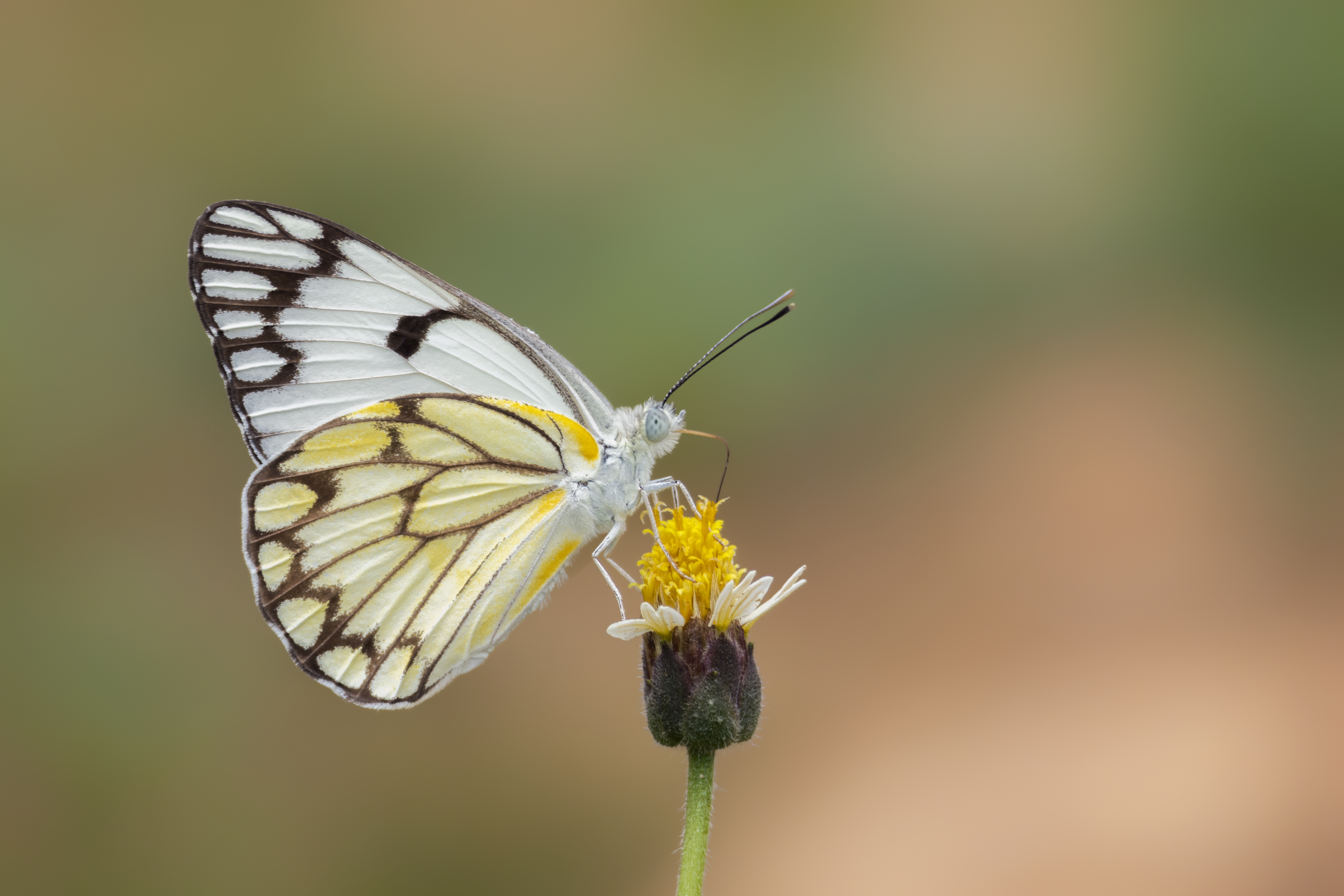
Belenois aurota aurota adulte

## Divers
Le Sultanat d'Oman lui a dédié un timbre, émis en 2000.